# 550.
◄ | 5. stoljeće | 6. stoljeće | 7. stoljeće | ►
◄ | 520-ih | 530-ih | 540-ih | 550-ih | 560-ih | 570-ih | 580-ih | ►
◄◄ | ◄ | 547. | 548. | 549. | 550. | 551. | 552. | 553. | ► | ►►
Astronomija • Književnost • Kršćanstvo • Pravo • Promet

## Smrti
- Aryabhata, indijski matematičar i astronom (* 476.)

## Vanjske poveznice
|  | Zajednički poslužitelj ima još gradiva o temi 550. |